# Roniit
Roniit Alyson Alkayam, conosciuta semplicemente come Roniit (Wheat Ridge, 1º gennaio 1989), è una cantautrice e produttrice discografica statunitense.
È un'artista indipendente e i suoi lavori si caratterizzano per una commistione di elementi synth pop, darkwave, ambient pop, trap, melodic dubstep, witch house, downtempo, dream pop, ethereal wave e acustici. Roniit descrive il proprio stile come "Dark Electro Pop". Dal 2024 fa anche parte del duo dark folk Feather & Bone.

## Biografia
Roniit ha iniziato a suonare il pianoforte fin da bambina e da adolescente ha fatto parte di una band metal con cui suonava cover degli Opeth. Nel 2011 si è laureata in Music Business presso la sede di Denver dell'Università del Colorado; durante i suoi studi ha iniziato a produrre musica per gioco col programma Logic Pro. Con l'aiuto del suo ragazzo di allora, il batterista death metal Eric W. Brown, ha composto e prodotto l'album Roniit, pubblicato il 16 giugno 2011, ma successivamente considerato dalla cantautrice solo come una demo. Il brano Infernal Anxiety è stato sfruttato per la promozione dell'album, anche grazie a due suoi remix. Invece Enslaved è stato usato per una performance durante il primo episodio della sesta stagione del programma televisivo Mamme sull'orlo di una crisi da ballo, andato in onda il 5 gennaio 2016. L'album Roniit è attualmente disponibile solo sulla piattaforma Bandcamp per volontà della stessa cantautrice, che tende a considerarlo una demo anziché un album vero e proprio.
Durante il 2012 Roniit ha collaborato col produttore MUZZ cantando nel suo brano Pegasus, pubblicato il 12 ottobre. Il 20 novembre la cantautrice ha pubblicato il proprio EP In the Shadows, la cui traccia Lost at Sea è stata promossa anche con un videoclip. Sempre nello stesso mese ha iniziato a lavorare come A&R per Lyric House Publishing, con la quale interromperà i rapporti ad agosto 2015.
Nel 2014 Roniit ha recitato nel film a basso budget Find Me, diretto da Andy Palmer. Il 15 maggio dello stesso anno ha diffuso in streaming un rifacimento di Young and Beautiful di Lana Del Rey. Ha inoltre cantato nel brano Alpha Herculis di Chomstars, presente nell'EP Stargazing pubblicato il 23 giugno.
Nel 2014 Roniit ha collaborato con la band technical death metal Fallujah cantando nei brani The Flesh Prevails, Levitation e Alone With You, presenti nell'album The Flesh Prevails. L'11 agosto dello stesso anno è uscito il singolo di Evence Awakening, nel cui vocal mix ha cantato Roniit, mentre il 18 ottobre è stato pubblicato The Surface, singolo del produttore e Dj Trivecta a cui Roniit ha prestato la voce. il 12 dicembre la cantante ha poi pubblicato il proprio singolo Runaway, prodotto da Varien; il brano, del quale è stato girato un videoclip, è stato usato anche per il trailer ufficiale del film The Loft diretto da Erik Van Looy.
Il 20 giugno 2015 è stato pubblicato il brano di Trivecta Resurface, ancora una volta con Roniit al microfono, mentre il 14 agosto la cantante ha poi diffuso online una cover di Halo dei Depeche Mode. il 15 novembre dello stesso anno è stata presentata la comunità artistica legata alla Crescent Manor, una villetta neo-vittoriana situata a Crestline, fra le montagne di San Bernardino, in California. L'abitazione, di proprietà di Roniit, è stata arredata in stile gotico assieme a Everett Lee-Sung (noto come IIZII) e alla cantautrice estone Kerli; quest'ultima e Roniit hanno anche vissuto come coinquiline per qualche tempo. La Crescent Manor è stata poi resa affittabile per videoclip e servizi fotografici e, quando è vuota, anche per semplici soggiorni. Si tratta inoltre di un vero e proprio collettivo, inizialmente chiamato Obsidian Collective, che comprende cantanti, strumentisti, produttori musicali, registi, fotografi, addetti al montaggio audiovideo, truccatori e costumisti legati dalla passione per l'estetica goth.
L'11 febbraio 2016 Roniit ha pubblicato il proprio singolo Through the Night, in collaborazione con Trivecta; del brano, di cui è stato girato un videoclip, sono stati pubblicati anche due remix e una versione acustica, poi riuniti in un EP pubblicato il 6 aprile. Il 10 maggio dello stesso anno Roniit ha pubblicato come singolo una cover di Lovefool dei The Cardigans, mentre il 9 agosto ha pubblicato il singolo inedito Rise; entrambi sono stati promossi con dei videoclip. Il 13 dicembre la cantante ha pubblicato un rifacimento di The Beautiful People dei Marilyn Manson; sia il brano sia il videoclip sono stati commissionati dal brand di abbigliamento Killstar per una campagna promozionale.
Il 6 febbraio 2017 Roniit ha pubblicato un rifacimento del brano Not Afraid Anymore di Halsey, promuovendolo anche con un videoclip. Il 27 giugno è stata la volta del singolo inedito One Last Time, mentre il 2 agosto è stato diffuso in streaming un rifacimento di Crowded Places di Banks. Il 28 agosto è stato pubblicato How U Like Me Now, singolo dei produttori statunitensi Savoy in collaborazione con Roniit.
L'11 gennaio 2019 Roniit ha pubblicato il singolo Visceral, promosso anche con un videoclip e un EP con tre remix. Nel corso dello stesso anno la cantante ha cantato in tre brani del produttore Alone Architect: [_], pubblicato il 25 gennaio, Not Good for You, pubblicato il 1º ottobre, e Surreal, pubblicato il 20 dicembre. Il 30 maggio ha inoltre cantato in Holding My Breath di Ace Marino.
L'8 marzo 2019 Roniit ha pubblicato Wide Awake, il 17 luglio Fade to Blue e l'11 novembre Let Go: del primo è stato creato anche un lyric video e del secondo un videoclip. Questi tre singoli hanno anticipato l'album XIXI, uscito il 10 gennaio 2020. Tutti i brani di XIXI sono stati composti nella foresta fra mezzanotte e le sei del mattino e poi prodotti alla luce di candele fra fumi d'incenso; sono stati pensati come un rituale musicale da ascoltare al buio così da farsi totalmente assorbire dalla musica. I remix di sei brani di XIXI sono stati riuniti in un EP pubblicato il 24 aprile.
il 7 febbraio 2020 è stato pubblicato Unchained Melody, singolo in cui hanno duettato Crywolf e Roniit. L'8 maggio la cantante ha pubblicato il singolo Beautiful Dreamer, pensato come una ninna nanna per coloro che hanno sofferto di insonnia provocata dall'ansia per la pandemia di COVID-19. Il 7 agosto è stata diffusa la versione acustica di Fade to Blue, il 4 settembre quella di Don't Let Me Go; entrambe fan parte dell'EP XIXI Acoustic, pubblicato per lo streaming digitale il 25 settembre e comprendente anche l'inedito 2:22 e le versioni acustiche di Wide Awake e Purify, quest'ultima sfruttata a scopo promozionale. Il 16 ottobre dello stesso anno è stato pubblicato il singolo Parasite, di Away e Crywolf, a cui Roniit ha prestato la voce. La cantante ha poi collaborato con Saint Mesa nel brano Martyr, diffuso digitalmente il 29 gennaio 2021, e poi di nuovo con Crywolf in Heaven, diffuso il 12 febbraio. 
Il progetto solista di Roniit ha ripreso il suo percorso inedito con i singoli acustici Lay Low (Pollinate) e Lidocaine, pubblicati rispettivamente il 2 aprile e l'11 giugno, e poi con quello elettronico Bloom, che dà il titolo al nuovo album della cantautrice, pubblicato il 27 agosto 2021; lo stile di tale album risulta essere ancora più atmosferico di quello di XIXI. Il 2021 si è poi chiuso, il 17 dicembre, col singolo Emptiness di One True God, al quale Roniit ha prestato la voce. 
Il 2022 apre una nuova stagione di collaborazioni per la cantante: il 4 febbraio 2022 pubblica il brano Love's Gone assieme a Twiceyoung, il 22 marzo viene diffuso in streaming il singolo The Prisoner's Song di Ki:Theory e con Roniit al microfono, il 15 aprile è la volta della cover dei Garbage Only Happy When It Rains con Saint Mesa, il 15 luglio di I Want to Destroy Something Beautiful con Jackal, il 9 settembre di Right Here con Brothel e Mutrix, il 21 ottobre di See You Now di nuovo con twiceyoung, il 28 ottobre di Blood Flows con One True God e Le Castle Vania, e il 2 dicembre di I Choose Me di Amanati. Inoltre Roniit ha pubblicato da solista i brani Unconditionally, il 13 maggio, e Sixth Sense, l'11 novembre; quest'ultimo è stato prodotto da Alter. Nel 2023 la cantautrice ha poi pubblicato i singoli Somewhere Far Away (2 maggio), You Taught Me How to Breathe (8 settembre) e So It Shall Be (27 ottobre). Nel frattempo Roniit ha anche creato un proprio mazzo di tarocchi ispirati dalle proprie canzoni.
Nel 2024 Roniit ha formato, assieme al chitarrista e produttore Daniel Gold, il duo Feather & Bone, che si differenzia dal proprio progetto solista per la marcata impronta acustica e, quindi, dark folk pop. Il loro singolo d'esordio, When I'm Gone, è stato pubblicato il 9 febbraio, seguito il 13 settembre da Don't Follow Me; le due tracce sono poi state inserite nell'EP White Wind, pubblicato l'11 novembre.
Il 24 marzo 2024 pubblica il singolo Break Free, seguito il 17 maggio da Eternity (con Mutrix); il 21 giugno da Fly e il 23 luglio da Out of Body; queste canzoni anticipano l'album Ephemeral, pubblicato l'8 agosto e contenente anche i singoli I Choose Me e You Taught Me How to Breathe, ma non So It Shall Be. Il 14 agosto è stata poi pubblicata la sua collaborazione col producer ATLiens, nel singolo Be Your Ghost.
Roniit inizia il 2025 pubblicando il singolo Hypnotized, con Tahüm, poi It Goes Away del progetto Feather & Bone e, assieme ad Amanati, il singolo Prayer.

## Discografia

### Da solista

#### Album in studio
- 2020 – XIXI
- 2021 – Bloom
- 2024 – Ephemeral

#### Demo
- 2011 – Roniit

#### EP
- 2012 – In the Shadows
- 2020 – XIXI Remixes
- 2020 – XIXI Acoustic

#### Singoli
- 2014 – Runaway
- 2016 – Through the Night; feat. Trivecta
- 2016 – Love Fool (The Cardigans cover)
- 2016 – Rise
- 2016 – The Beautiful People (Marilyn Manson cover)
- 2017 – Not Afraid Anymore (Halsey cover)
- 2017 – One Last Time
- 2019 – Visceral
- 2019 – Wide Awake
- 2019 – Fade to Blue
- 2019 – Let Go
- 2020 – Holy (Hollow & Caster Remix)
- 2020 – Purify (Lektrique Remix)
- 2020 – Beautiful Dreamer
- 2020 – Fade to Blue (Acoustic)
- 2020 – Don't Let Me Go (Acoustic)
- 2021 – Lay Low (Pollinate)
- 2021 – Lidocaine
- 2021 – Bloom
- 2022 – Love's Gone; feat. Twiceyoung
- 2022 – Only Happy When It Rains (Garbage cover); feat. Saint Mesa
- 2022 – Unconditionally
- 2022 – Sixth Sense
- 2023 – Somewhere Far Away
- 2022 – I Choose Me; feat. Amanati
- 2023 – You Taught Me How to Breathe
- 2023 – So It Shall Be
- 2024 – Break Free
- 2024 – Eternity; feat. Mutrix
- 2024 – Fly
- 2024 – Out of Body
- 2025 – Hypnotized; feat. Tahüm
- 2025 – Prayer; feat. Amanati

#### Collaborazioni
- 2012 – MUZZ - Pegasus
- 2014 – Chomstars - Stargazing, in Alpha Herculis
- 2014 – Fallujah - The Flesh Prevails, in The Flesh Prevails, Levitation e Alone With You
- 2014 – Trivecta - The Surface
- 2014 – Evence - Awakening (Vocal Mix)
- 2015 – Trivecta - Resurface
- 2017 – Savoy - How U Like Me Now
- 2019 – Alone Architect - [_]
- 2019 – Ace Marino - Holding My Breath
- 2019 – Alone Architect - Not Good for You
- 2019 – Alone Architect - Surreal
- 2020 – Crywolf - Unchained Melody
- 2020 – AWAY & Crywolf - Parasite
- 2021 – Saint Mesa - Martyr
- 2021 – Crywolf - Heaven
- 2021 – One True God - Emptiness
- 2022 – Ki:Theory - The Prisoner's Song
- 2022 – Jackal - I Want to Destroy Something Beautiful
- 2022 – Brothel, Mutrix - Right Here
- 2022 – Twiceyoung - See You Now
- 2022 – One True God, Le Castle Vania - Blood Flows
- 2024 – ATLiens - Be Your Ghost

### Con i Feather & Bone

#### EP
- 2024 – White Wind

#### Singoli
- 2024 – When I'm Gone
- 2024 – Don't Follow Me
- 2025 – It Goes Away